# رأس بيروت

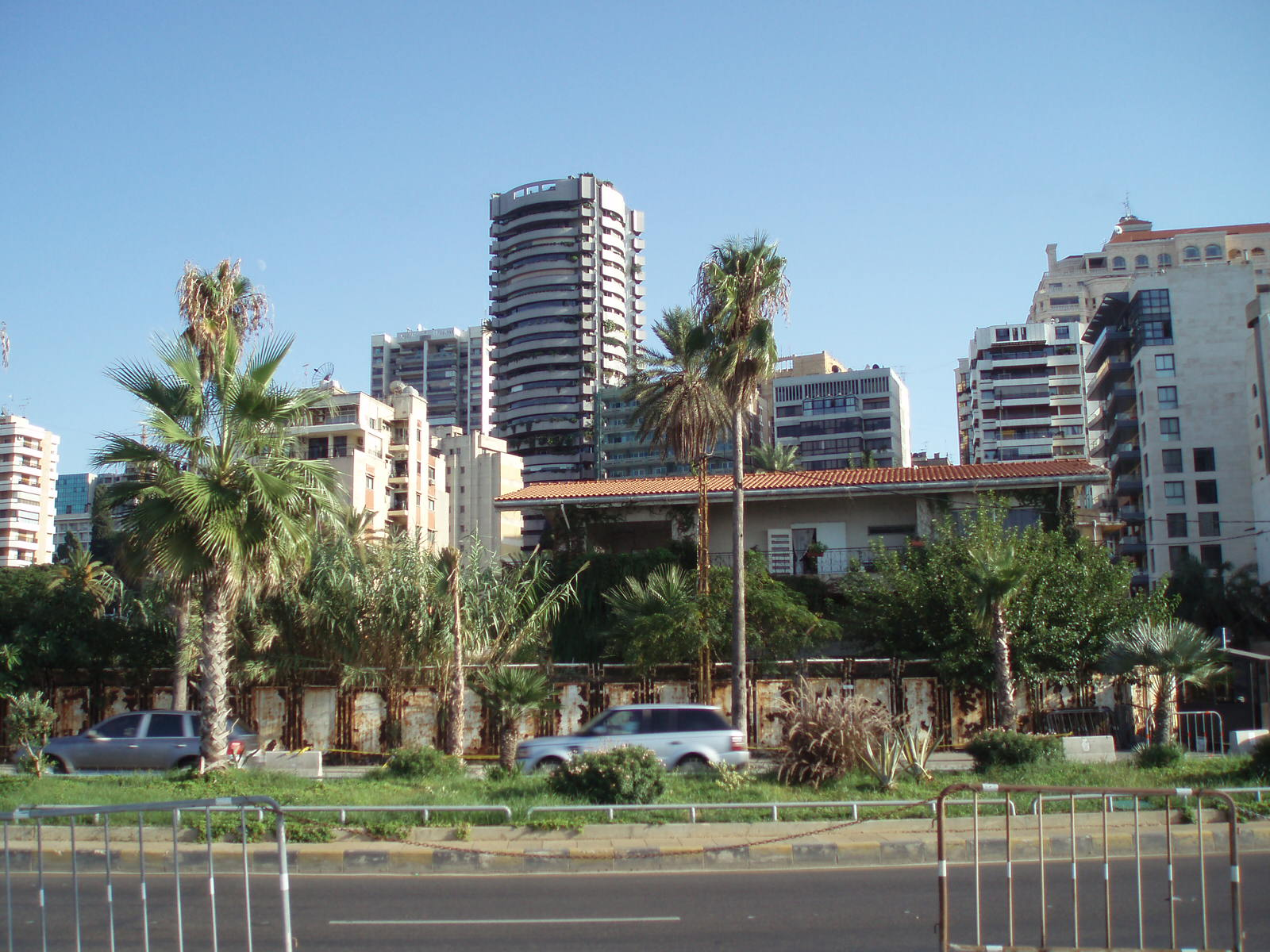
حي المنارة في رأس بيروت

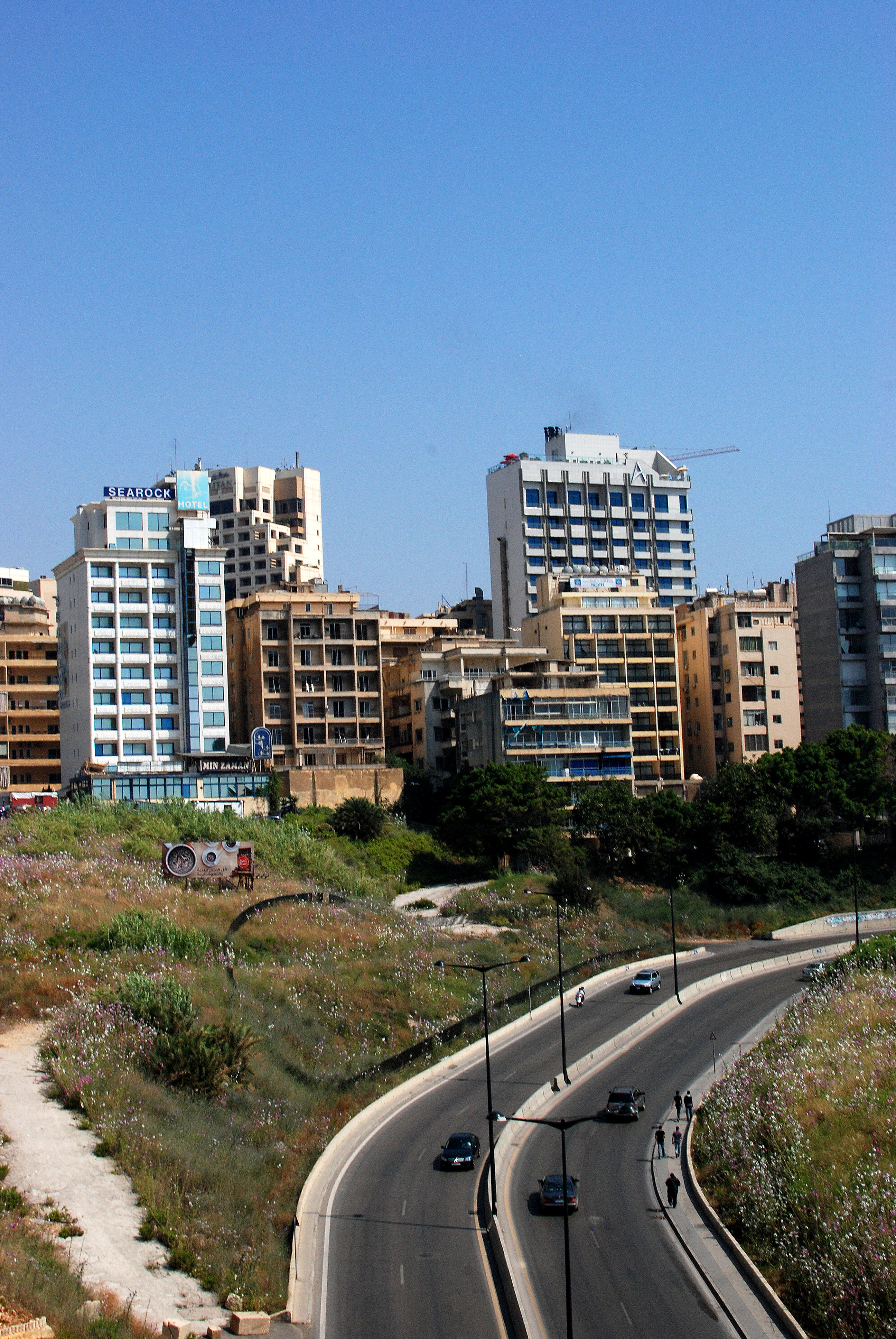

رأس بيروت ("طرف بيروت") هو حي سكني راقي في بيروت، سكانه خليط من المسيحيين والمسلمين والدروز والعلمانيين. يُعتبر رأس بيروت موطناً لبعض عائلات بيروت البارزة تاريخياً، مثل عائلة بخازي ربيز، وعائلة الداعوق، وعائلة عيتاني، وعائلة سنو، وعائلة صيداني ، وعائلة بيهم وغيرها. تضم المنطقة عددًا من المدارس والجامعات الدولية، بما في ذلك الجامعة الأمريكية في بيروت (AUB) والكلية الدولية في بيروت (IC).
رأس بيروت منطقة مهمة في العاصمة اللبنانية بيروت. ففيها المنارة لإرشاد السفن، وبها شارع حمراء الشهير بمقاهيه الممتدة على الأرصفة ومطاعمه الأنيقة ومتاجره العريقة ودور السينما المتعددة، بالإضافة إلى شارع كليمنصو وشارع السادات وشارع بليس.
تقليديًا مقاهي رأس بيروت هي أماكن لتواجد النخبة المثقفة من اللبنانيين.

## علم الآثار
في عام 1946، أجرى هنري فليش من جامعة القديس يوسف مسحًا غير طبقي في الهواء الطلق للمدرجات البحرية في رأس بيروت لاستعادة العديد من القطع الأثرية. كما انتشل الصوان من قبل المشاة على الشواطئ القريبة. ويفصل المنطقة عن مواقع رمال بيروت وادي أبو شاهين أو "الخور الجنوبي" الذي يبدأ جنوب منطقة فندق الكونتيننتال. وهو موقع مهم للدراسات الرباعية وقد نشره في أعمال مختلفة من قبل فليش وأوغست بيرجي في عام 1932، ل. دوبرتريت في عامي 1940 و1948، ورايت في عامي 1960 و1962، راؤول ديسريبس في عام 1921، دوروثي جارود في عام 1960 نوفيل في عام 1933. ترقيم المواقع الطبقية بالترتيب الزمني مع المواقع غير الطبقية في النهاية. تحتوي المواقع الأربعة الأولى على صناعات طبقية من العصر الحجري القديم السفلي من عمق 45 متر (148 قدم) مستوى الشاطئ، والخمسة التالية هي طبقية من العصر الحجري القديم الأوسط مع وجود فجوة في المواقع الطبقية إلى العصر النحاسي الموجودة في الموقع الحادي عشر. مثلت الفترات الفاصلة، بما في ذلك فترة ليفالويسو - موستيريا، بشكل جيد في الاكتشافات السطحية إلى جانب كمية كبيرة من مواد العصر الحجري الحديث على عمق 45 متر (148 قدم) تراس. المجموعات محفوظة في الجامعة الأمريكية في بيروت ومتحف عصور ما قبل التاريخ اللبناني. بُنيت العديد من المواقع ودُمّرت بالكامل بسبب التحضر.

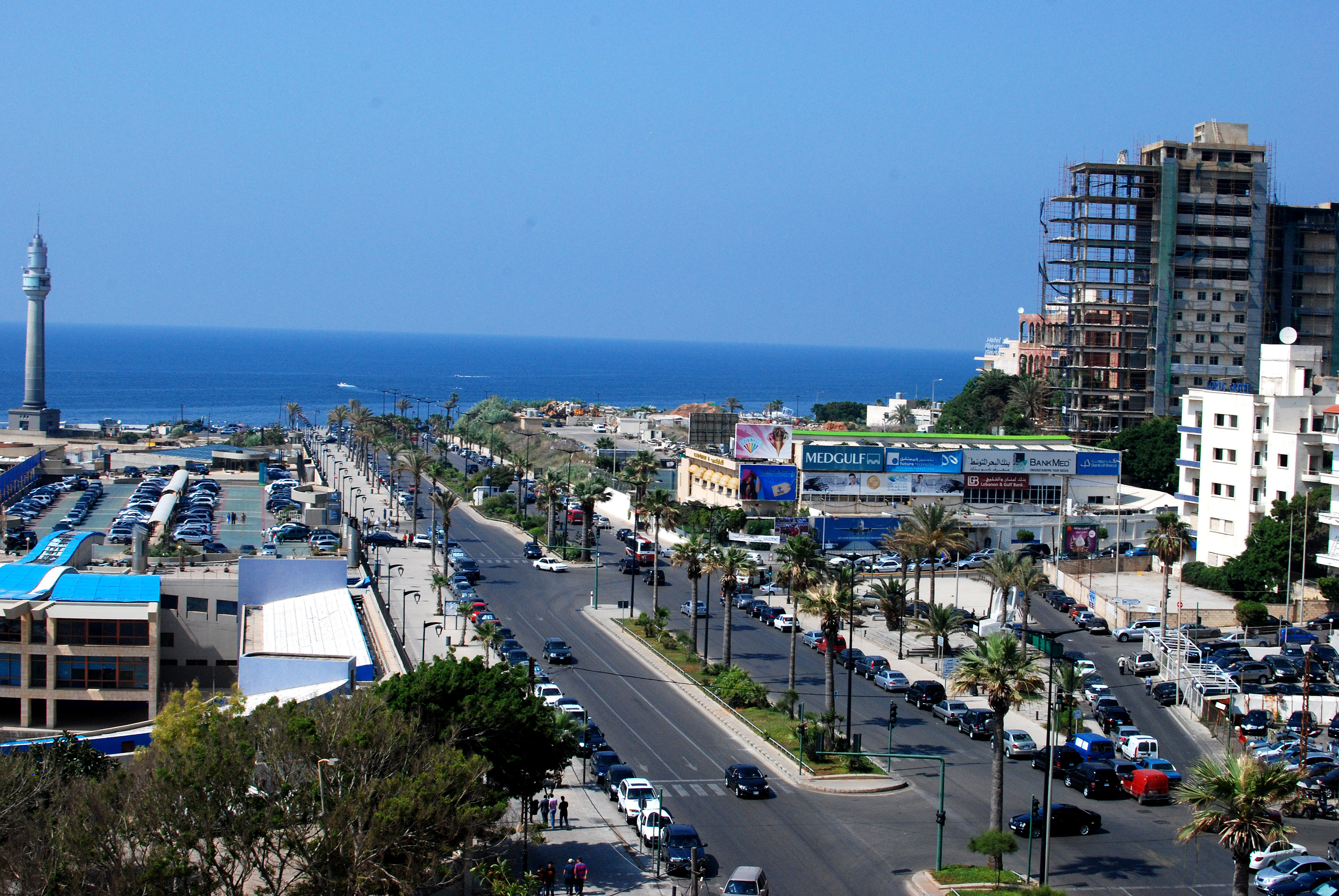

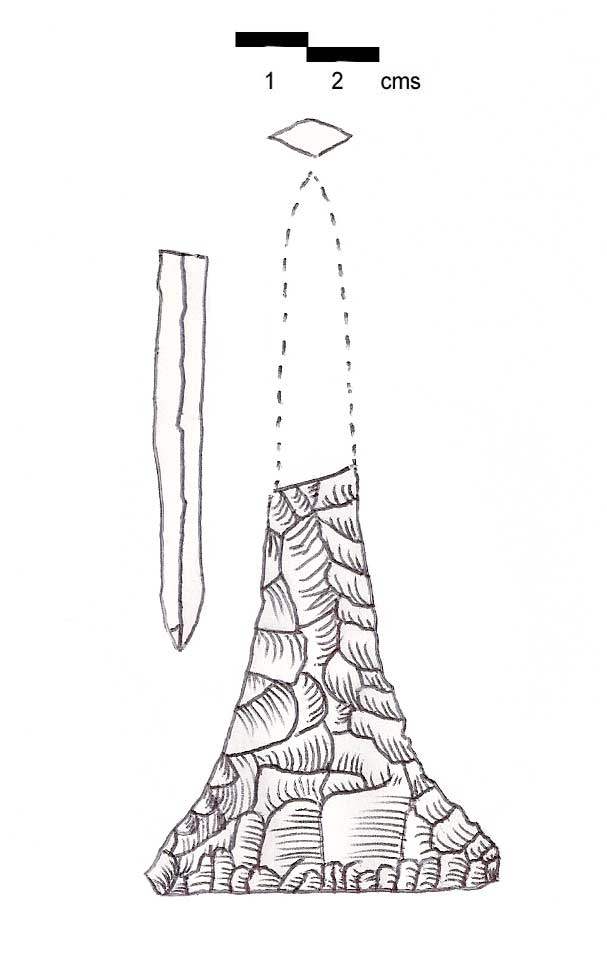
مينيت داليا بوينت. يُطلق عليه أيضًا "النمط". تم اكتشافه في شملان. الصوان الأبيض.

رأس بيروت 1 أو منحدر بريشيا يقع على منحدر شديد الانحدار من الحجر الجيري، فوق شارع زنزير، غرب شارع جناح على ارتفاع حوالي 52 متر (171 قدم) فوق مستوى سطح البحر. وقد اكتشفه هنري فليش ونشر في الأعوام 1946 و1956 و1960 جنبًا إلى جنب مع هويل في عام 1959 وجارود في عامي 1962 و1965. عثر على واجهة ملفوفة من العصر الأشولي أو الأبفيلي المبكر بواسطة فليش في البريشيا فوق شارع جناح والتي تسبق جميع الأدوات الأخرى التي عثر عليها في رأس بيروت. كما عثر على صناعة وفيرة في منطقة أشولين الوسطى.
رأس بيروت 2 عبارة عن شريط أحفوري من الصوان والحصى والكائنات البحرية، 2.5 متر (8.2 قدم) تحت التربة بجانب وتحت شارع جناح. تمت دراستها من قبل هنري فليش أثناء حفر خندق الصرف الصحي الذي نشر النتائج في عامي 1951 و1954. وقد ذكرها أيضًا هاول في عام 1959 ودوروثي جارود في عام 1960. عثر على العديد من القطع التي لا تحتوي على واجهات ثنائية وتعتبر من القطع التاياسية مع بعض تأثير ليفالوا. ربما لا يزال الموفع موجودًا تحت الطريق.
يقع رأس بيروت 3 أو المستودعات أ و ب شمال شرق شارع جناح وقد عثر عليه مرة أخرى الأب فليش الذي نشر دراساته في عامي 1950 و1956 يحتوي المستودع أ على صناعة تقنية ليفالوا المبكرة ذات الأسطح الثنائية ونوع من المعول يشبه رمال بيروت.
رأس بيروت 4 أو خندق برجي يقع بمسافة 100 متر (330 قدم) شرق بيجون روك، حوالي 1.5 متر (4.9 قدم) تحت التربة على منحدر 45 متر (148 قدم) تراس. عثر على الموفع من قبل أوغست بيرجي ونشر في عام 1932. قام هنري فليش أيضًا بدراسة المنطقة ونشر بعض الاكتشافات الجديدة في عام عثر على صناعات ليفالوا المبكرة بما في ذلك رمال بيروت ثنائية الجانب بقطر 20 سنتيمتر (7.9 بوصة) طبقة على الصخر. عثر على رقائق صوان أكبر بحجم 80 سنتيمتر (31 بوصة) طبقة فوق هذا. استعاد فليش المزيد من النوع السابق من الصناعة عندما وسع طريق الكورنيش ويقترح أن يظل موجودًا أسفل طريق جانبي يؤدي إلى فندق فيدرال.
رأس بيروت الخامس (أ) أو شاطئ بيرجي "بلس 8" 800 متر (2,600 قدم) جنوب صخرة الحمام في الطريق إلى شاطئ سانت إيلي على ارتفاع حوالي 15 متر (49 قدم) فوق سطح البحر مقابل فندق الكونتننتال. عثر على طبقة من الحصى والأصداف البحرية والصوان في الحجر الرملي بواسطة أوغست بيرجي ودرسها دوبرتريت في عامي 1937 و1940، ودي فوماس في عام 1947، وهالر في عام 1945، وفليش في عام 1956 و1962، هاول في عام 1959 ودوروثي جارود في عام 1960. تعد المواد الليفالوية أكثر تطورًا في هذا الموفع، كما عثر على سلسلة من الأدوات الليفالوية الدقيقة.
رأس بيروت الخامس (ب) أو خندق خور الجنوب هو نفس الشاطئ الأحفوري في قسم على الضفة الجنوبية لخور الجنوب على 100 متر (330 قدم) شمال رأس بيروت الخامس (أ). اكتشفه هنري فليش ونشر عام 1956. عثر على نوعين من نبات الليفالوازي، أحدهما ذو رقائق رقيقة منتجة جيدًا، والآخر ذو رقائق سميكة خشنة. رافقتها صناعة ليفالوا الصغيرة.
رأس بيروت السادس : 200 متر (660 قدم) شمال راؤول ديسريبس الحفريات في ميناء الضالع على رأس خليج صغير بين قاعتي مجرى مائي على عمق 15 متر (49 قدم) تراس. اكتشف هنري فليش صناعة ليفالوا الصغيرة ونشرها في عامي 1948 و1956 ويعود تاريخها إلى الوقت الذي كانت فيه صناعة الـ 15 متر (49 قدم) تراجع مستوى سطح البحر.
تقع رأس بيروت السابعة أو الخور الجنوبي على الجانب الغربي من طريق الكورنيش، غرب فندق الكونتيننتال حيث ينخفض وادي أبو شاهين إلى مستوى سطح البحر. يقع الموفع على الضفة الشمالية للمجرى على مسافة 5 متر (16 قدم) تجويف طويل في الجرف مملوء بالتربة. وجد فليش صناعات ليفالوا وصناعات ليفالوا الصغرى في الطبقات العليا. لقد اختفى الموفع الآن.
يقع رأس بيروت الثامن أو خليج صخرة الحمام في أخدود على الجرف الجنوبي في خليج صخرة الحمام. استرد المواد من رواسب الشاطئ المشقوقة التي تمثل صناعة ليفالوا مع آثار من ليفالوازي الصغير، وقد درس هذا بواسطة فليش ونشره في عامي 1954 و1956.
رأس بيروت التاسع أو المستودع المواجه للكوت 34 اكتشفه فليش مقابل بداية شارع جناح (الكوت 34)، 500 متر (1,600 قدم) جنوب بيجون روك. ويقترح أن تعود المادة إلى الوقت الذي تراجع فيه البحر عن 15 متر (49 قدم) ويتكون من صناعة ليفالوا ذات تأثير موستيري مع رقائق كبيرة ورقيقة. كما عثر على بعض القطع الليفالوية الصغيرة.
رأس بيروت 10 كانت تسمى في الأصل سود فار من قبل مكتشفها أوغست بيرجي. وقد ذكرها فليش في عام 1956 على أنها تقع في أخدود مياه الأمطار، 200 متر (660 قدم) جنوب باين ميليتير. اقترح أن تكون المادة من نوع ليفالوا مع بعض رمال بيروت المشابهة لتلك الموجودة في رأس بيروت الثالث والرابع ولكن من مستوى مختلف.
رأس بيروت الحادي عشر أو ميناء الضالع تقع على الرأس الثاني جنوب صخرة الحمامة على عمق 15 متر (49 قدم) شرفة ونقب فيها بواسطة راؤول ديسكريبز في عام 1914، ونشر دراساته في عام 1921 واقترح في الأصل أنه عثر على عدد كبير من الأدوات والنفايات من صناعة سولوترين في التربة السوداء التي غطت الرأس من الحجر الجيري على عمق 1 متر (3.3 قدم). درس نوفيل وهالر الموفع والمواد مرة أخرى في عام 1933، وأعادا تصنيفه على أنه من العصر النحاسي مع مستوى أقل من العصر الحجري القديم الأوسط إلى جانب تدخل لاحق غاب عنه الوصف. وقد قارنها جاك كوفين في جبيل والتي يقترح تاريخها ما بين 3800 و3650 قبل الميلاد. يتميز الموفع بأداة كتابة تسمى نقطة مينيت الداليا (في الصورة)؛ نمط يتراوح من 2 بوصة (5.1 سـم) إلى 8 بوصة (20 سـم) وربما كانت أدوات لحم، لكن استخدامها الدقيق غير مؤكد. لُحظ هذه الأشياء لأول مرة من قبل داوسون في عام 1884 ثم من قبل جودفروي زوموفن في عام 1910، وتشمل الصناعة الرمح، والحفارين، والمعاول، وأدوات أخرى متنوعة. وقد وصفه لورين كوبلاند وبيتر ويسكومب بأنه "ربما يكون أغنى موفع مصنع في لبنان" حيث استرد مئات القطع منه وحفظها في متحف بيروت الوطني.
ويُعتقد أن رأس بيروت الثاني عشر يقع في المنطقة الواقعة أسفل المنارة وقد عثر عليه موفع ديسكرايبس. سجله كموفع أشوليني سطحي ولكن يبدو أنه مجموعة من معول العصر الحجري الحديث بالإضافة إلى نفايات المصانع. لقد غطى بناء الملعب الموفع بطبقة زائفة.
رأس بيروت الثالث عشر أو حقل جنوب صخرة الحمام هو حقل مزروع على الرأس جنوب صخرة الحمام حيث اكتشف أوغست بيرجي موفعًا سطحيًا ونشره في عام 1932. تُلقب صناعة ليفالوا بالموستيري الذهبي بسبب لونها ولمعانها الأصفر أو الذهبي. تشتمل الأشكال على رقائق كبيرة وعريضة مع نقاط وشفرات متوسطة الحجم مع العديد من القطع التي لها آثار خرسانية.
رأس بيروت الرابع عشر أو حرم الجامعة الأمريكية في بيروت هو جزء من محطة رأس بيروت داخل أراضي الجامعة الأمريكية في بيروت التي ناقشها زوموفن حيث عثر على رقائق سميكة بيضاء من العصر الحجري القديم الأوسط على المنحدرات فوق 15 متر (49 قدم) الشرفة التي حولتها الآن إلى ملعب بجوارخطوات الكلية الدولية. عثر على بعض القطع الموستيرية الذهبية أسفل المنحدر.

## عائلات بارزة من رأس بيروت

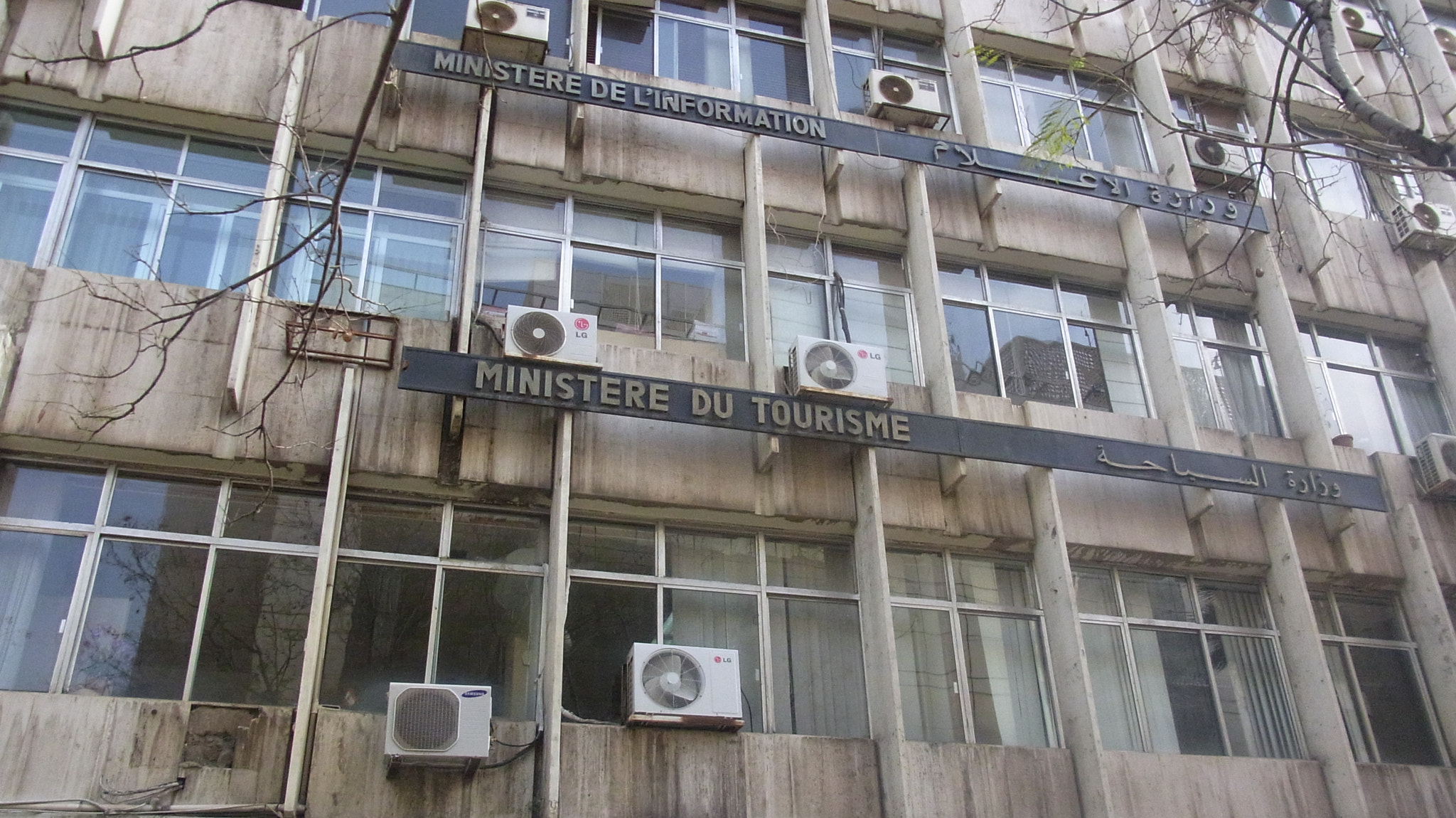
أحد المباني في رأس بيروت

- عائلة الداعوق
- عائلة عيتاني
- عائلة ربيز[21]
- عائلة سينو
- عائلة غنوم

## الشوارع
- شارع بليس
- شارع كليمنصو
- شارع مدام كوري
- شارع الجنرال ديغول
- شارع الحمرا
- شارع جان دارك
- شارع جون كينيدي
- شارع باريس
- شارع دي فينيسي
- شارع جورج بوست
- شارع فان دايك
- كورنيش بيروت